# Lepidagathis epacridea
Lepidagathis epacridea är en akantusväxtart som beskrevs av Hermann Heino Heine. Lepidagathis epacridea ingår i släktet Lepidagathis och familjen akantusväxter. Inga underarter finns listade i Catalogue of Life.